# Hieronim Modliszewski
Hieronim Modliszewski herbu Łabędź (zm. 12 lutego 1567 roku) – kasztelan małogoski w latach 1565–1567, podkomorzy płocki w 1561 roku, cześnik płocki w 1559 roku, cześnik łomżyński w 1554 roku, starosta łomżyński w latach 1554-1567.